# Transamerica Pyramid
Transamerica Pyramid je druhý nejvyšší mrakodrap v San Franciscu. Je 260 metrů vysoký a má 48 pater s obchodními a kancelářskými prostory.
Stavební práce podle projektu Williama Pereiry začaly v roce 1969 a budova byla dokončena v roce 1972. Náklady na výstavbu byly 32 miliónů dolarů. Původně byla stavěna jako sídlo investiční a pojišťovací společnosti Transamerica Corporation.
V budově je 3 678 oken a 18 výtahů. Mrakodrap má tvar protáhlé čtyřboké pyramidy se dvěma „křidélky“ na protilehlých stranách. Ve východním křidélku jsou výtahové šachty, zatímco v západním je schodiště. Na vrcholu 64,6 metrů vysoké špice oplástěné hliníkem byly instalovány kamery, nasměrované do všech světových stran. Ve vstupní hale mohou návštěvníci sledovat záběry z těchto kamer. Špička pyramidy byla volně přístupná turistům, po teroristických útocích z 11. září 2001 byla z bezpečnostních důvodů veřejnosti uzavřena.
Zmiňovaná křidélka hrají také důležitou roli v ochraně budovy před následky zemětřesení.
Budova je zkonstruována tak, aby se při zemětřesení vychýlila od své osy jen o 0,6 m.
V období let 1972 až 1974 byl Transamerica Pyramid nejvyšším mrakodrapem západně od řeky Mississippi, poté byl překonán budovou Aon Center  v Los Angeles.

## Externí odkazy

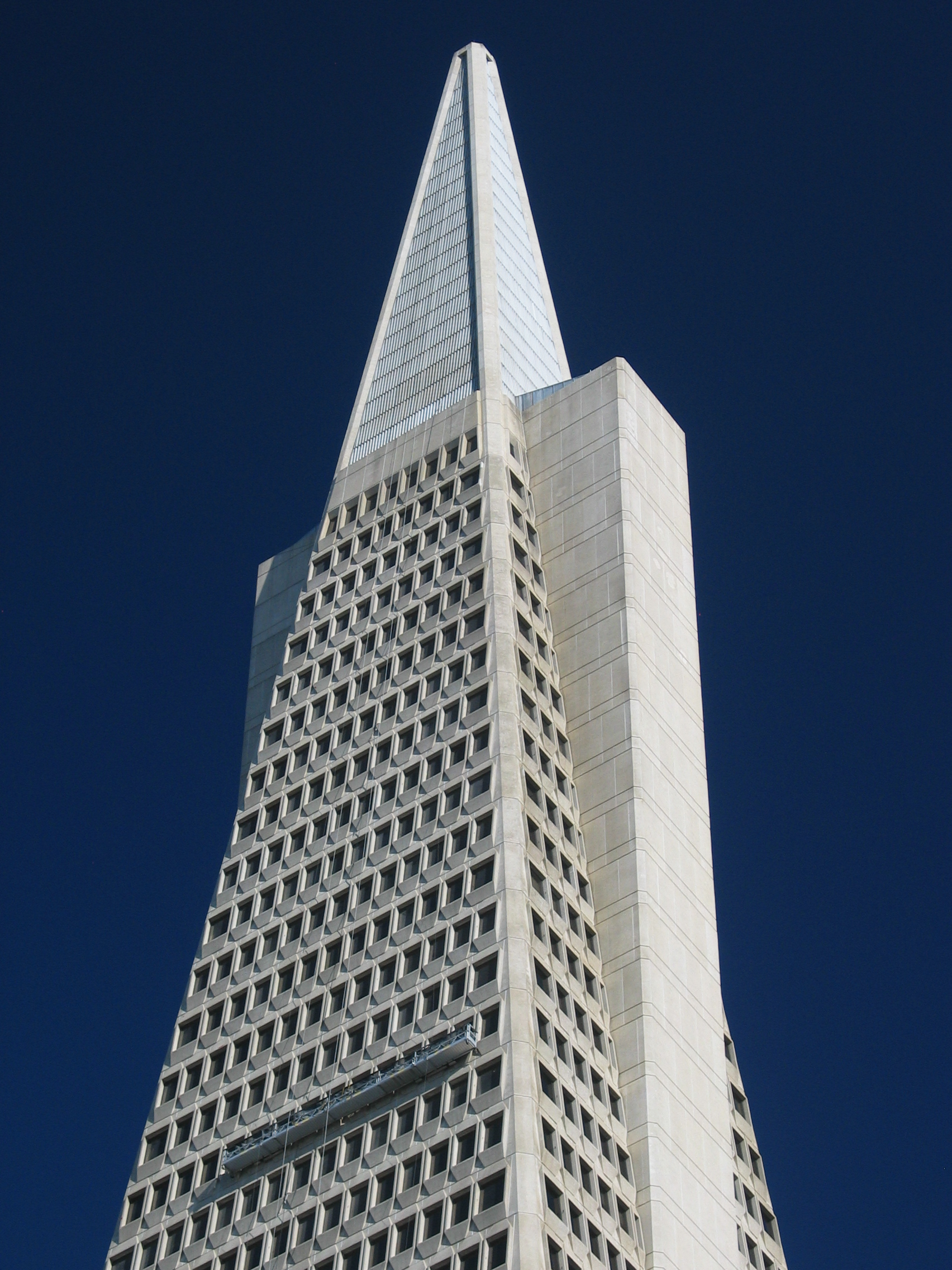
Špička budovy s hliníkovým opláštěním